# Lijst van gouverneurs van Gävleborgs län
Dit is een lijst van gouverneurs van de provincie Gävleborgs län in Zweden, in de periode 1762 tot heden. Gävleborgs län is een län, een provincie in het landsdeel Norrland. Het Zweeds voor gouverneur is landshövding.
1. Fredrik Henrik Sparre 1762–1763
2. Carl Sparre 1763–1772
3. Nils Philip Gyldenstolpe 1773–1781
4. Fredrik Adolf Ulrik Cronstedt 1781–1812
5. Salomon Mauritz von Rayalin 1812–1813
6. Erik Samuel Sparre 1813–1843
7. Lars Magnus Lagerheim 1843–1853
8. Lars Adolf Prytz 1853–1861
9. Gustaf Ferdinand Asker 1861–1883
10. Carl Adolf Theodor Björkman 1883–1899
11. Albrecht Theodor Odelberg 1899–1900
12. Hugo Erik Gustaf Hamilton 1900–1918
13. August Robert Hagen 1918–1922
14. Sven Edvard Julius Lübeck 1922–1941
15. Rickard Sandler 1941–1950
16. Elon Andersson 1950–1954
17. John Lingman 1954–1962
18. Jarl Hjalmarson 1962–1971
19. Hans Hagnell 1971–1986
20. Lars Ivar Hising 1986–1992
21. Lars Eric Ericsson 1992–2002
22. Christer Eirefelt 2003–2008
23. Barbro Holmberg 2008–2015
24. Per Bill 2015–heden

Blekinge län · Dalarnas län · Gävleborgs län · Gotlands län · Hallands län · Jämtlands län · Jönköpings län · Kalmar län · Kronobergs län · Norrbottens län · Örebro län · Östergötlands län · Skåne län · Södermanlands län · Stockholms län · Uppsala län · Värmlands län · Västerbottens län · Västernorrlands län · Västmanlands län · Västra Götalands län